# Vapor Trails
Vapor Trails – siedemnasty studyjny album kanadyjskiej grupy rockowej Rush, wydany w maju 2002 roku. Jest to pierwszy album po sześcioletniej przerwie w działalności zespołu.

## Lista utworów
Muzyka napisana przez Alexa Lifesona i Geddy’ego Lee. Słowa napisał Neil Peart.
1. "One Little Victory" – 5:08
2. "Ceiling Unlimited" – 5:28
3. "Ghost Rider" – 5:41
4. "Peaceable Kingdom" – 5:23
5. "The Stars Look Down" – 4:28
6. "How It Is" – 4:05
7. "Vapor Trail" – 4:57
8. "Secret Touch" – 6:34
9. "Earthshine" – 5:38
10. "Sweet Miracle" – 3:40
11. "Nocturne" – 4:49
12. "Freeze" – 6:21
13. "Out of the Cradle" – 5:03

## Twórcy
- Geddy Lee – gitara basowa, śpiew
- Alex Lifeson – gitara, mandolina
- Neil Peart – perkusja, instrumenty perkusyjne